# Teleca
Téleca — международная корпорация, производитель программного обеспечения для мобильных устройств. Образована в 2012 году путём слияния компаний Symphony Services Corporation и Teleca. В январе 2015 года подписано соглашение о вхождении Symphony Teleca в состав корпорации Harman, сделка завершена к концу года.